# Chicard (personagem)

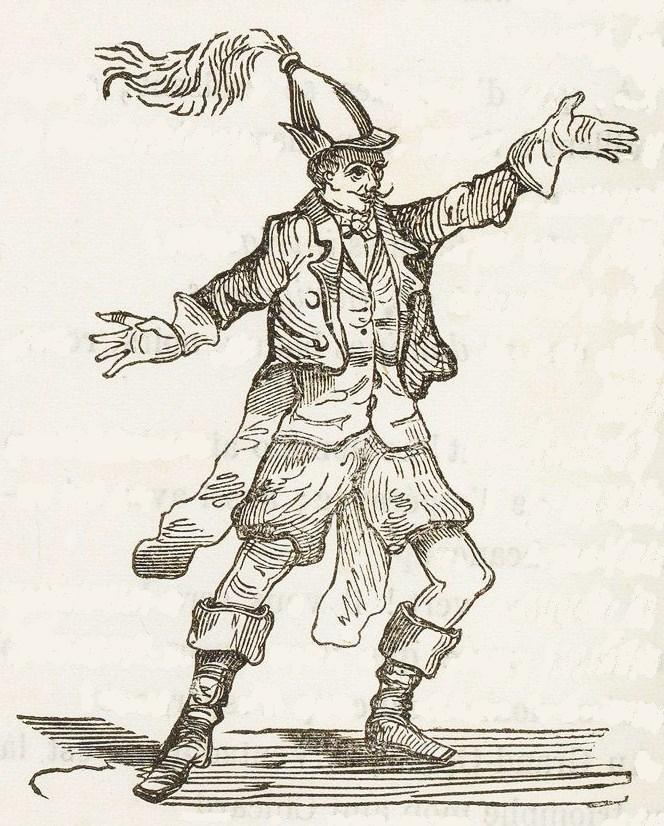
Representação de Chicard retirada de uma obra assinada por Chicard e Balochard, Paris 1841.

O pai Chicard ou, simplesmente, Chicard é um personagem carnavalesco que se entregava a danças grotescas em bailes de máscaras, em voga na segunda metade do século XIX. O personagem foi criado por Alexandre Lévêque.
O traje de Chicard consistia numa montagem bizarra de objetos heterogéneos, cuja parte distintiva era quase sempre um capacete com uma pluma colossal. Uma obra de 1841, assinada por Chicard e Balochard, sobre os bailes do Carnaval de Paris, chama a este capacete “capacete de estivador". Ao traje adicionava-se uma blusa de flanela, botas fortes e luvas com punho. O resto dos acessórios podia variar muito. Este traje, inventado por Levesque, pelo seu chique, rendeu-lhe o nome de "Chicard".

## Galeria
| {{{caption}}}                                     |
| Chicard diante da multidão parisiense no carnaval |

| {{{caption}}}              |
| Chicard visto por Gavarni. |

| {{{caption}}}                                                                        |
| Chicard a dançar o cancan com uma lavadeira no baile parisiense do Grande-Chaumière. |